# 金融戦略・経営財務プログラム
金融戦略・経営財務プログラム（きんゆうせんりゃく・けいえいざいむプログラム）は、日本の国立大学である一橋大学経営管理研究科・商学部が提供する専門職大学院課程であり、ビジネスとファイナンスの融合を目指した高度専門職業人の養成を目的としている。
商法講習所に始まる一橋大学のビジネス教育の伝統を受け継いでいる。
専門実践教育訓練給付金の対象プログラム。

## 沿革
2000年、国際企業戦略研究科（School of International Corporate Strategy、ICS）が一橋大学の6番目の大学院研究科として設置され、その一環として国際経営戦略コース（英語プログラム、現・国際企業戦略専攻、通称ICS）および金融戦略コース（日本語プログラム）が創設。学術総合センターの竣工により千代田キャンパスが開設され、東京都千代田区神田一ツ橋の地にて新たな教育拠点が誕生した。この地は一橋大学発祥の地であり、歴史的にも重要な意味を持つ。
2006年、金融戦略コースは金融戦略・経営財務コースへと改称。
2018年、一橋大学のビジネス教育の総合ブランドとして一橋ビジネススクール（Hitotsubashi University Business School：HUB）が設立。また経営管理研究科の発足に伴い、ICS金融戦略・経営財務コースは、SBA金融戦略・経営財務プログラム（Financial Strategy Program、 通称FS）に名称変更。
2021年、経営管理専攻・商学部（SBA）および国際企業戦略専攻（ICS）が、国際的なビジネス教育の質保証機関であるAACSBの認証を、日本の国公立大学として初めて取得。

## 教員

### 専任教員
- 大橋和彦
- 中川秀敏
- 野間幹晴
- 本多俊毅
- 折原正訓
- 篠崎裕司
- 清水良樹
- 横内大介

### 専任教員 兼任
- 祝迫得夫

### 特任教授
- 中村信弘
- 福原正大

### 客員教授
- 幸田博人
- 佐々木清隆
- 知野雅彦
- 土岐大介
- 藤田勉

### かつて在籍した教員
- 三浦良造
- 藤田岳彦
- 佐山展生
- 林文夫
- 沖本竜義
- 宮川大介
- 伊藤彰敏
- 鈴木健嗣